# Barrington Hills
Barrington Hills è un comune degli Stati Uniti d'America, situato in Illinois, nella contea di Cook e in parte nelle contee di Kane, McHenry e di Lake.